# Euplexia triplaga
Euplexia triplaga là một loài bướm đêm trong họ Noctuidae.